# Кинг, Ли-Чоан
Ли-Чоан Кинг (фр. Li Tchoan King, 6 мая 1904, Тяньцзинь — 19 августа 1971, Тулон) — китайско-французский игрок в международные шашки, шашечный композитор. Участник чемпионатов мира и Франции.
FMJD-Id: 16743

## Биография
В 1925 году приехал из Китая в Лион для обучения медицине. Здесь он очень заинтересовался игрой в шашки, а его первым наставником стал Марсель Боннар.
В 1931 году он занял 4 место в Чемпионате мира.
В 1939 году переехал в Амбер, где его тренером стал Альфред Молимар — вице-чемпион 1928 года.
В 1947 году переехал в Париж, где становился неоднократным чемпионом столицы, а в 1953 и 1954 годах становился Чемпионом Франции. Ещё несколько лет он оставался на верхних строчках различных соревнований.

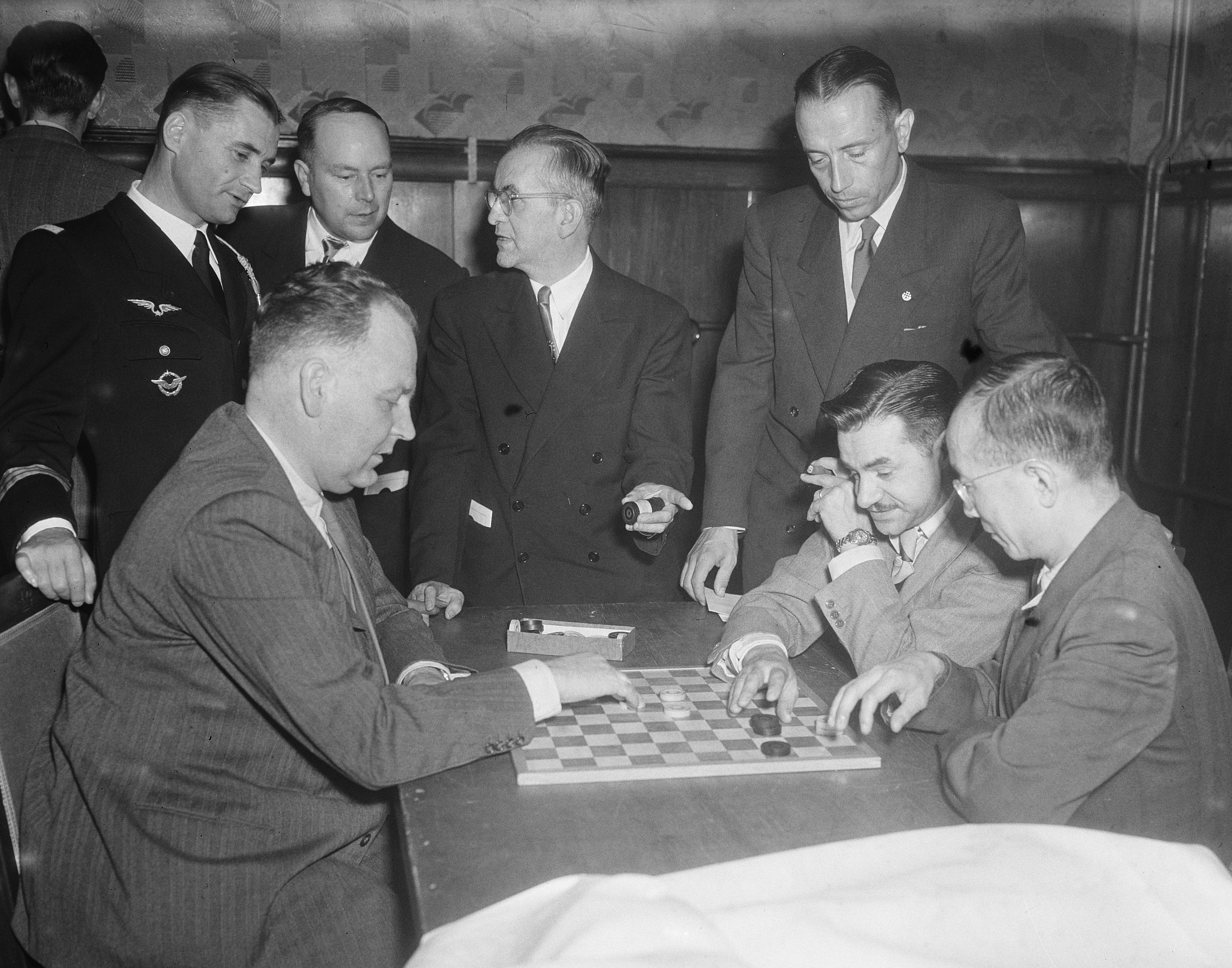
На чемпионате мира 1952 года. Кинг - крайний справа

Ли-Чоан умер в 1971 году, после обморока во время чемпионата Франции в Тулоне. Был похоронен на кладбище Тулона Lagoubran.